# Omar Jarun
Omar Jarun (in arabo عمر جعرون‎?; Al Kuwait, 10 dicembre 1983) è un allenatore di calcio ed ex calciatore palestinese, di ruolo difensore. Allenatore del Peachtree City.

## Carriera

### Club
Inizia la sua carriera negli Stati Uniti, giocando con Fort Wayne Fever, Chicago Fire, Atlanta Silverbacks e Vancouver Whitecaps.
Nel 2009 si trasferisce in Polonia, per giocare con Flota Świnoujście e Pogoń Stettino, squadre della seconda divisione polacca.
Nel 2011 torna negli Stati Uniti per unirsi al FC Tampa Bay per metà stagione. Nel dicembre del 2011 torna in Polonia per vestire la maglia dell'Arka Gdynia.
La stagione seguente si trasferisce in Belgio per giocare con il Charleroi, trovando però poco spazio e collezionando solo due presenze.
Il 7 gennaio 2014 passa all'Ottawa Fury.

### Nazionale
Dal 2007 al 2014 è stato membro della nazionale palestinese.

## Palmarès

### Club

#### Competizioni nazionali
- United Soccer Leagues First Division: 1

Vancouver Whitecaps: 2008